# Навыки 21-го века

Структура P21 для обучения в 21 веке

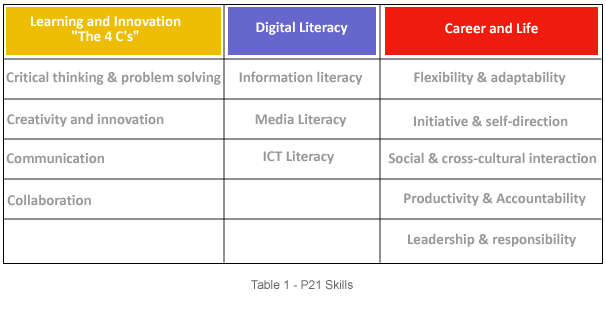
Навыки P21

Навыки 21-го века включают в себя навыки, способности и склонность к обучению, которые были определены как необходимые для успеха в обществе 21-го века и на рабочем месте педагогами, бизнес-лидерами, учеными и государственными учреждениями . Это часть растущего международного движения, направленного на развитие навыков, необходимых учащимся для подготовки к успеху в быстро меняющемся цифровом обществе . Многие из этих навыков также связаны с более глубоким обучением, которое основано на овладении такими навыками, как аналитическое мышление, решение сложных проблем и работа в команде . Эти навыки отличаются от традиционных академических навыков тем, что они в первую очередь не основаны на содержательных знаниях.
В течение последних десятилетий 20-го века и в 21-м веке общество претерпело ускорение темпов изменений в экономике и технологиях . Его влияние на рабочее место и, следовательно, на требования к системе образования, готовящей студентов к работе, было значительным по нескольким причинам. Начиная с 1980-х годов правительство, преподаватели и крупные работодатели выпустили серию отчетов, определяющих ключевые навыки и стратегии внедрения, чтобы направить студентов и рабочих к удовлетворению требований меняющегося рабочего места и общества.
Нынешняя рабочая сила значительно чаще меняет сферу деятельности или работу. Те, кто принадлежал к поколению бэби-бума, пришли на работу с целью добиться стабильности; последующие поколения больше озабочены поиском счастья и удовлетворения в своей трудовой жизни. Молодые работники в Северной Америке теперь, вероятно, будут менять работу гораздо чаще, чем раньше, в среднем раз в 4,4 года. С этой мобильностью занятости возникает спрос на различные навыки, которые позволяют людям быть гибкими и адаптироваться к различным ролям или в разных областях карьеры.
По мере того, как западная экономика трансформировалась из индустриальной в сервисную, профессии и призвания стали играть меньшую роль. Тем не менее, конкретные трудные навыки и овладение определенным набором навыков с упором на цифровую грамотность пользуются все большим спросом. Все большее значение приобретают навыки работы с людьми, которые включают взаимодействие, сотрудничество и управление другими людьми. Навыки, которые позволяют людям быть гибкими и приспосабливаться к различным ролям или в разных областях, те, которые связаны с обработкой информации и управлением людьми больше, чем с манипулированием оборудованием — в офисе или на заводе — пользуются большим спросом. Их также называют «прикладными навыками» или " мягкими навыками «, включая личные, межличностные или основанные на обучении навыки, такие как жизненные навыки (поведение для решения проблем), навыки работы с людьми и социальные навыки . Навыки были сгруппированы по трем основным направлениям:
- Навыки обучения и инноваций : критическое мышление и решение проблем, общение и сотрудничество, творчество и инновации.
- Навыки цифровой грамотности : информационная грамотность, медиаграмотность, грамотность в области информационных и коммуникационных технологий (ИКТ)
- Карьерные и жизненные навыки : гибкость и приспособляемость, инициатива и самоуправление, социальное и межкультурное взаимодействие, продуктивность и ответственность.

Многие из этих навыков также определены как ключевые качества прогрессивного образования, педагогического движения, которое началось в конце девятнадцатого века и продолжается в различных формах до настоящего времени.

## Предпосылка
С начала 1980-х годов различные правительственные, академические, некоммерческие и корпоративные организации провели значительные исследования для выявления ключевых личных и академических навыков и компетенций, которые, по их мнению, необходимы нынешнему и следующему поколению. Выявление и внедрение навыков 21 века в образование и на работу началось в Соединенных Штатах, но распространилось на Канаду, Великобританию, Новую Зеландию, и через национальные и международные организации, такие как АТЭС и ОЭСР.
В 1981 году министр образования США создал Национальную комиссию по совершенствованию образования для изучения качества образования в Соединенных Штатах» . Комиссия опубликовала свой отчет «Нация в опасности: необходимость реформы образования» в 1983 году. Ключевой вывод заключался в том, что «образовательная реформа должна быть сосредоточена на цели создания обучающегося общества». Рекомендации отчета включали учебное содержание и навыки:
Пять новых основ: английский язык, математика, естественные науки, социальные науки, информатика.</br> Другие вопросы учебной программы: Развивайте мастерство, строгость и навыки в области иностранных языков, исполнительского искусства, изобразительного искусства, профессионального обучения и стремления к получению высшего образования.</br> Навыки и способности (объединенные):
- энтузиазм в обучении
- глубокое понимание
- применение обучения
- исследование, исследование, критическое мышление и рассуждение
- общение — хорошо писать, эффективно слушать, грамотно обсуждать, владеть иностранным языком,
- культурные, социальные и экологические — понимание и последствия
- технологии — понимать компьютер как информационное, вычислительное и коммуникационное устройство, а также мир компьютеров, электроники и связанных с ними технологий.
- разнообразное обучение в широком диапазоне — изобразительное искусство, исполнительское искусство и профессиональное

До начала 21 века системы образования во всем мире были сосредоточены на подготовке своих учащихся к накоплению контента и знаний. В результате школы сосредоточились на обучении своих учащихся навыкам грамотности и счета, поскольку эти навыки считались необходимыми для получения содержания и знаний. Последние разработки в области технологий и телекоммуникаций сделали информацию и знания повсеместными и легко доступными в 21 веке. Таким образом, хотя такие навыки, как грамотность и умение считать, по-прежнему актуальны и необходимы, их уже недостаточно. Чтобы реагировать на технологические, демографические и социально-экономические изменения, системы образования начали переходить к предоставлению своим учащимся ряда навыков, основанных не только на познании, но и на взаимозависимости когнитивных, социальных и эмоциональных характеристик.
Заметные усилия были предприняты Комиссией министра труда США по достижению необходимых навыков (SCANS), национальной коалицией под названием «Партнерство для навыков 21 века» (P21), международной организацией экономического сотрудничества и развития, Американской ассоциацией колледжей и Университеты, исследователи Массачусетского технологического института и других высших учебных заведений, а также частные организации.
Дополнительные исследования показали, что к 2000 году основные навыки, востребованные американскими компаниями из списка Fortune 500, сместились с традиционного чтения, письма и арифметики на работу в команде, решение проблем и навыки межличностного общения. Опрос около 400 работодателей, проведенный Conference Board в 2006 году, показал, что наиболее важными навыками для новых сотрудников являются устное и письменное общение и критическое мышление / решение проблем, а не базовые знания и навыки, такие как понимание прочитанного и математика. В то время как «три R» по-прежнему считались основополагающими для способностей новых сотрудников, работодатели подчеркивали, что прикладные навыки, такие как сотрудничество/командная работа и критическое мышление, были «очень важны» для успеха на работе".
В отчете 2006 года исследователей Массачусетского технологического института опровергается предположение о том, что учащиеся приобретают критические навыки и компетенции самостоятельно, взаимодействуя с популярной культурой, отмечая три сохраняющиеся тенденции, которые предполагают необходимость политического и педагогического вмешательства: «
- Разрыв в участии — неравный доступ к возможностям, опыту, навыкам и знаниям, которые подготовят молодежь к полноценному участию в жизни завтрашнего дня.
- Проблема прозрачности — проблемы, с которыми сталкиваются молодые люди, пытаясь ясно увидеть, как средства массовой информации формируют мировосприятие.
- Этический вызов — разрушение традиционных форм профессиональной подготовки и социализации, которые могли бы подготовить молодых людей к их все более публичным ролям в качестве создателей СМИ и участников сообщества».

По мнению экономистов по труду из Массачусетского технологического института и Гарвардской высшей школы образования, экономические изменения, вызванные за последние четыре десятилетия появлением новых технологий и глобализацией, значительно увеличили спрос работодателей на людей с такими компетенциями, как сложное мышление и коммуникативные навыки. Они утверждают, что успех экономики США будет зависеть от способности страны дать учащимся «основные навыки решения проблем и общения, которых нет у компьютеров».
В 2010 году в рамках инициативы Common Core State Standards Initiative, спонсируемой Национальной ассоциацией губернаторов (NGA) и Советом руководителей государственных школ (CCSSO), были выпущены Common Core Standards, призывающие к интеграции навыков 21-го века в K- 12 учебных программ в Соединенных Штатах. Учителя и обычные граждане также сыграли решающую роль в его разработке вместе с NGA и CCSSO, комментируя на двух публичных форумах, которые помогли сформировать учебную программу и стандарты. Штаты также собрали группы учителей для оказания помощи и предоставления отзывов, а также обратились к Национальной ассоциации образования (NEA) и многим другим образовательным организациям за конструктивными отзывами. По состоянию на декабрь 2018 года 45 штатов полностью приняли общие основные стандарты, один штат принял половину, приняв только раздел по грамотности (Миннесота), и осталось только четыре штата, которые не приняли общие основные стандарты образования (Аляска, Небраска)., Техас и Вирджиния).

## Навыки
Навыки и компетенции, которые обычно считаются «навыками 21 века», разнообразны, но имеют некоторые общие черты. Они основаны на предпосылке, что эффективное обучение, или более глубокое обучение, представляет собой набор образовательных результатов учащихся, включая приобретение надежного основного академического содержания, навыков мышления более высокого порядка и склонности к обучению. Эта педагогика включает в себя создание, работу с другими, анализ, представление и обмен как опытом обучения, так и полученными знаниями или мудростью, в том числе среди сверстников и наставников, а также учителей. Навыки предназначены для студентов и рабочих, чтобы способствовать вовлечению; поиск, создание и содействие связям со знаниями, идеями, сверстниками, преподавателями и более широкой аудиторией; создание/производство; и презентация/публикация. Классификация или группировка были предприняты для поощрения и продвижения педагогических методов, которые способствуют более глубокому обучению посредством как традиционного обучения, так и активного обучения, обучения на основе проектов, обучения на основе проблем и других. Опрос, проведенный в 2012 году Американской ассоциацией менеджмента (AMA), выявил три главных навыка, необходимых их сотрудникам: критическое мышление, общение и сотрудничество. Ниже приведены некоторые из наиболее легко идентифицируемых списков навыков 21 века.

### Общее ядро
Общие базовые стандарты, выпущенные в 2010 году, были предназначены для поддержки «применения знаний с помощью навыков мышления более высокого порядка». Заявленные цели инициативы заключаются в продвижении навыков и концепций, необходимых для подготовки к колледжу и карьере в различных дисциплинах и жизни в глобальной экономике. Навыки, определенные для успеха в области грамотности и математики:
- убедительные рассуждения
- сбор доказательств
- критическое мышление, решение проблем, аналитическое мышление
- коммуникация

### КМДНН
После выхода книги «Нация в опасности» министр труда США назначил Комиссию министра по достижению необходимых навыков (SCANS) для определения навыков, необходимых молодым людям для достижения успеха на рабочем месте в целях развития высокоэффективной экономики. SCANS сосредоточились на том, что они назвали системой «обучения жизни». В 1991 году они опубликовали свой первоначальный отчет "Что требует школа для работы «. В отчете сделан вывод о том, что для высокопроизводительного рабочего места требуются работники, обладающие ключевыми фундаментальными навыками: базовыми навыками и знаниями, навыками мышления для применения этих знаний, личными навыками для управления и работы; и пять ключевых компетенций на рабочем месте.
Основные навыки
- Базовые навыки: читает, пишет, выполняет арифметические и математические действия, слушает и говорит.
- Навыки мышления: мыслит творчески, принимает решения, решает проблемы, визуализирует, умеет учиться и рассуждать
- Личные качества: проявляет ответственность, чувство собственного достоинства, общительность, самоуправление, целостность и честность.

Компетенции на рабочем месте
- Ресурсы: идентифицирует, организует, планирует и распределяет ресурсы
- Межличностный: работает с другими (участвует в качестве члена команды, обучает других новым навыкам, обслуживает клиентов / клиентов, осуществляет лидерство, ведет переговоры, работает с разнообразием)
- Информация: получает и использует информацию (приобретает и оценивает, систематизирует и поддерживает, интерпретирует и передает информацию; использует компьютеры для обработки информации).
- Системы: понимает сложные взаимосвязи (понимает системы, контролирует и исправляет производительность, улучшает или проектирует системы)
- Технология: работает с различными технологиями (выбирает технологию, применяет технологию к задаче, обслуживает оборудование и устраняет неполадки).

### Партнерство для развития навыков 21 века (P21)
В 2002 году Партнерство за навыки 21-го века (теперь Партнерство за обучение 21-го века, или P21) было основано как некоммерческая организация коалицией, в которую вошли члены национального бизнес-сообщества, лидеры образования и политики: Национальная ассоциация образования. (NEA), Министерство образования США, AOL Time Warner Foundation, Apple Computer, Inc., Cable in the Classroom, Cisco Systems, Inc., Dell Computer Corporation, Microsoft Corporation, SAP, Кен Кей (президент и соучредитель) и Динс Голдер-Дардис. Чтобы способствовать общенациональному обсуждению „важности навыков 21 века для всех учащихся“ и „поставить готовность к 21 веку в центр образования США до 12 лет“, P21 определил шесть ключевых навыков:
- Базовые предметы.
- Контент 21 века.
- Навыки обучения и мышления.
- Грамотность в области информационных и коммуникационных технологий (ИКТ).
- Жизненные навыки.
- Оценки 21 века.

Навыки 7C были определены старшими научными сотрудниками P21 в P21 Берни Триллингом и Чарльзом Фаделем:
- Критическое мышление и решение проблем
- Творчество и инновации
- Межкультурное взаимопонимание
- Коммуникации, информация и медиаграмотность
- Компьютерная и ИКТ грамотность
- Карьера и обучение самостоятельности

### Четыре К
Организация P21 также провела исследование, в ходе которого были выявлены компетенции и навыки более глубокого обучения, которые они назвали „Четырьмя К“ обучения 21 века:
- Сотрудничество
- Коммуникация
- Критическое мышление
- Креативность

На веб-сайте Project New Literacies Университета Южной Калифорнии перечислены четыре различных навыка „C“:
- Создавать
- Распространение
- Соединять
- Сотрудничать

### Культура участия и новая медиаграмотность
Исследователи Массачусетского технологического института во главе с Генри Дженкинсом, директором Программы сравнительных исследований в области медиа, в 2006 году выпустили технический документ („Противостояние вызовам культуры участия: медиаобразование в 21 веке“), в котором изучались цифровые медиа и обучение. Чтобы устранить этот цифровой разрыв, они рекомендовали приложить усилия для развития культурных компетенций и социальных навыков, необходимых для полноценного участия в жизни современного общества, вместо того, чтобы просто выступать за установку компьютеров в каждом классе. То, что они называют культурой участия, переносит эту грамотность с индивидуального уровня на более широкую связь и участие, исходя из того, что сетевое взаимодействие и сотрудничество развивают социальные навыки, жизненно важные для новой грамотности. Они, в свою очередь, опираются на традиционные базовые навыки и знания, которым обучают в школе: традиционная грамотность, исследовательские, технические навыки и навыки критического анализа.
Культура участия определяется в этом исследовании как имеющая: низкие барьеры для художественного самовыражения и гражданской активности, мощную поддержку создания и обмена своими творениями, неформальное наставничество, веру в то, что собственный вклад участников имеет значение, и социальные связи (забота о том, что другие люди думают об их творения). Формы совместной культуры включают:
- Принадлежности — членство, формальное и неформальное, в онлайн-сообществах, основанных на различных формах средств массовой информации, таких как доски объявлений, метагейминг, игровые кланы и другие социальные сети).
- Выражения — создание новых творческих форм, таких как цифровые сэмплы, создание скинов и моддинг, создание фан-видео, написание фанфиков, журналы, мэшапы .
- Совместное решение проблем — совместная работа в командах, формальных и неформальных, для выполнения задач и получения новых знаний (например, с помощью Википедии, игр в альтернативной реальности, спойлеров).
- Тиражи — формирование потока медиа (например, подкастинг, ведение блога) .

Были выявлены следующие навыки:
- Играть
- Моделирование
- присвоение
- Многозадачность
- Распределенное познание
- Коллективный разум
- Суждение
- Трансмедийная навигация
- Сеть
- Переговоры

Исследование 2005 года (Lenhardt & Madden) показало, что более половины всех подростков создавали медиаконтент, и примерно треть подростков, пользующихся Интернетом, делились созданным ими контентом, что указывает на высокую степень вовлеченности в культуру участия. Такие цифровые грамотности делают акцент на интеллектуальной деятельности человека, работающего со сложными информационно-коммуникационными технологиями, а не на владении инструментом.

### EnGauge навыки 21 века
В 2003 году Северо-Центральная региональная образовательная лаборатория и Metiri Group выпустили отчет, озаглавленный „Навыки enGauge® 21st Century: грамотность в цифровую эпоху“, основанный на двухлетнем исследовании. В отчете содержится призыв к политикам и педагогам определить навыки 21 века, подчеркнуть связь этих навыков с общепринятыми академическими стандартами и признать необходимость множественных оценок для измерения и оценки этих навыков в контексте академических стандартов и современного технологического и глобального общества. . Чтобы обеспечить общее понимание и язык для обсуждения потребностей студентов, граждан и работников в современном цифровом обществе, в отчете определены четыре „кластера навыков“:
- Цифровой век
- Изобретательное мышление
- Эффективная коммуникация
- Высокая производительность

### Компетенции ОЭСР
В 1997 году страны-члены Организации экономического сотрудничества и развития запустили Программу международной оценки учащихся (PISA) для мониторинга „степени, в которой учащиеся, приближающиеся к концу обязательного школьного обучения, приобрели знания и навыки, необходимые для полноценного участия в жизни общества“. общество». В 2005 году они определили три "Категории компетенций, чтобы выделить связанные с доставкой, межличностные и стратегические компетенции: "
- Интерактивное использование инструментов
- Взаимодействие в гетерогенных группах
- Действуя автономно

### Американская ассоциация колледжей и университетов
AAC&U провел несколько исследований и опросов своих членов. В 2007 году они рекомендовали выпускникам высших учебных заведений овладеть четырьмя навыками — Основные результаты обучения:
- Знание человеческих культур и физического и природного мира
- Интеллектуальные и практические навыки
- Личная и социальная ответственность
- Интегративное обучение

Они обнаружили, что навыки, которые наиболее широко используются в колледжах и университетах, включают:
- письмо
- критическое мышление
- количественные рассуждения
- устное общение
- межкультурные навыки
- информационная грамотность
- этическое рассуждение

Опрос организаций-членов AAC&U, проведенный в 2015 году, поставил следующие цели:
- аналитические рассуждения
- исследовательские навыки и проекты
- интеграция обучения между дисциплинами
- применение обучения за пределами классной комнаты
- гражданская активность и компетентность

### Стандарты производительности ISTE/NETS
Стандарты образовательных технологий ISTE (ранее Национальные стандарты образовательных технологий (NETS)) представляют собой набор стандартов, опубликованных Международным обществом технологий в образовании (ISTE) для использования технологий в образовании K-12 . Иногда они смешиваются с навыками в области информационных и коммуникационных технологий (ИКТ). В 2007 году NETS выпустила серию из шести показателей эффективности (по состоянию на 2016 год на их веб-сайте есть только первые четыре):
- Творчество и инновации
- Общение и сотрудничество
- Исследовательская и информационная беглость
- Критическое мышление, решение проблем и принятие решений
- Цифровое гражданство
- Технологические операции и концепции

### Стандарты цифровой грамотности ICT Literacy Panel (2007 г.)
В 2007 году Группа по ИКТ-грамотности Службы образовательного тестирования (ETS) опубликовала свои стандарты цифровой грамотности:
Знание информационных и коммуникационных технологий (ИКТ) :
- Когнитивные способности
- Технические навыки
- владение ИКТ

Ожидается, что человек, обладающий этими навыками, будет выполнять следующие задачи для определенного набора информации: доступ, управление, интеграция, оценка, создание/публикация/представление. Акцент делается на владение цифровыми инструментами.

### Стили и категории обучения Деде
В 2005 году Крис Деде из Гарвардской высшей школы образования разработал структуру, основанную на новой цифровой грамотности, под названием</br> Неомилленаристские стили обучения :
- Свободное владение несколькими медиа
- Активное обучение, основанное на коллективном поиске, просеивании и синтезе опыта.
- Выражение через нелинейные ассоциативные сети представлений.
- Совместная разработка учителями и учениками персонализированного учебного опыта.

Система категорий DedeС экспоненциальным расширением личного доступа к интернет-ресурсам, включая социальные сети, информация и контент в Интернете превратились из создания провайдерами веб-сайтов в отдельных лиц и сообщества участников. Интернет 21-го века сосредоточен на материалах, созданных небольшим числом людей, инструментах Web 2.0 (например, Википедия) способствуют онлайн-общению, сотрудничеству и созданию контента большим количеством людей (индивидуально или в группах) в онлайн-сообществах.
В 2009 году Dede создал систему категорий для инструментов Web 2.0:
- Обмен (общие закладки, обмен фото/видео, социальные сети, мастер-классы писателей/фанфики)
- Мышление (блоги, подкасты, онлайн-дискуссионные форумы)
- Совместное создание (вики/совместное создание файлов, мэшапы/коллективное создание медиа, совместные сообщества социальных изменений)

### Всемирный Экономический Форум
В 2015 году Всемирный экономический форум опубликовал отчет под названием «Новое видение образования: раскрытие потенциала технологий», в котором основное внимание уделялось насущной проблеме разрыва в навыках в 21 веке и способам ее решения с помощью технологий. В отчете они определили набор из 16 важнейших навыков для образования в 21 веке. Эти навыки включают шесть «основополагающих навыков грамотности», четыре «компетенции» и шесть «качеств характера», перечисленных ниже.
Базовые грамотности
- Грамотность и счет
- Научная грамотность
- ИКТ грамотность
- Финансовая грамотность
- Культурная грамотность
- Гражданская грамотность

Компетенции
- Критическое мышление/решение проблем
- Коммуникация
- Сотрудничество
- Креативность

Качества характера
- Инициатива
- Стойкость/твердость
- Адаптивность
- Любопытство
- Лидерство
- Социальное и культурное сознание

### Национальный исследовательский совет
В документе под названием «Образование для жизни и работы: развитие передаваемых знаний и навыков в 21 веке», подготовленном Национальным исследовательским советом национальных академий, Национальное исследование дает определение навыков 21 века, описывает, как эти навыки соотносятся друг с другом. и обобщает данные о навыках 21 века.
В качестве первого шага к описанию «навыков 21 века» Национальный исследовательский совет определил три области компетентности: когнитивную, межличностную и внутриличностную, признав при этом, что эти три области, хотя и разные, переплетаются в человеческом развитии и обучении. Эти три области представляют различные аспекты человеческого мышления и основаны на предыдущих попытках определить и систематизировать аспекты человеческого поведения. Комитет подготовил следующую группу навыков 21 века в трех вышеупомянутых областях.
Когнитивные компетенции
- Когнитивные процессы и стратегии: критическое мышление, решение проблем, анализ, рассуждение и аргументация, интерпретация, принятие решений, адаптивное обучение.
- Знания: информационная грамотность, грамотность в области ИКТ, устное и письменное общение, активное слушание.
- Творчество: Творчество и инновации

Внутриличностные компетенции
- Интеллектуальная открытость: гибкость, приспособляемость, художественная и культурная признательность, личная и социальная ответственность, признательность за разнообразие, приспособляемость, непрерывное обучение, интеллектуальный интерес и любознательность.
- Трудовая этика/добросовестность: Инициативность, самоуправление, ответственность, настойчивость, мужество, ориентация на карьеру, этика, добросовестность, гражданственность.
- Положительная основная самооценка: самоконтроль, самооценка, самоподкрепление, физическое и психологическое здоровье.

Межличностные компетенции
- Работа в команде и сотрудничество: общение, сотрудничество, сотрудничество, работа в команде, координация, навыки межличностного общения
- Лидерство: Ответственность, напористое общение, самопрезентация, социальное влияние на других

## Выполнение
Несколько агентств и организаций выпустили руководства и рекомендации по внедрению навыков 21-го века в различных учебных средах и учебных пространствах . К ним относятся пять отдельных образовательных областей: стандарты, оценка, профессиональное развитие, учебная программа и обучение, а также среда обучения.
На дизайн учебной среды и учебных программ повлияли инициативы и усилия по внедрению и поддержке навыков 21 века с переходом от школьной модели фабричной модели к множеству различных организационных моделей . Практическое обучение и обучение на основе проектов привели к развитию программ и пространств, таких как STEM и makerspaces . Совместная учебная среда способствовала гибкости мебели и планировки классных комнат, а также дифференцированных пространств, таких как небольшие помещения для семинаров рядом с классными комнатами. Грамотность и доступ к цифровым технологиям повлияли на дизайн мебели и стационарных компонентов, поскольку учащиеся и учителя используют планшеты, интерактивные доски и интерактивные проекторы. Размеры классных комнат выросли, чтобы приспособиться к различным расстановкам и группировкам мебели, многие из которых менее эффективны с точки зрения пространства, чем традиционные конфигурации парт в рядах.